# 呼韓邪單于
呼韓邪單于（？－前31年），名稽侯狦，是西漢後期匈奴單于之一，挛鞮氏，虚闾权渠单于的儿子。

## 生平

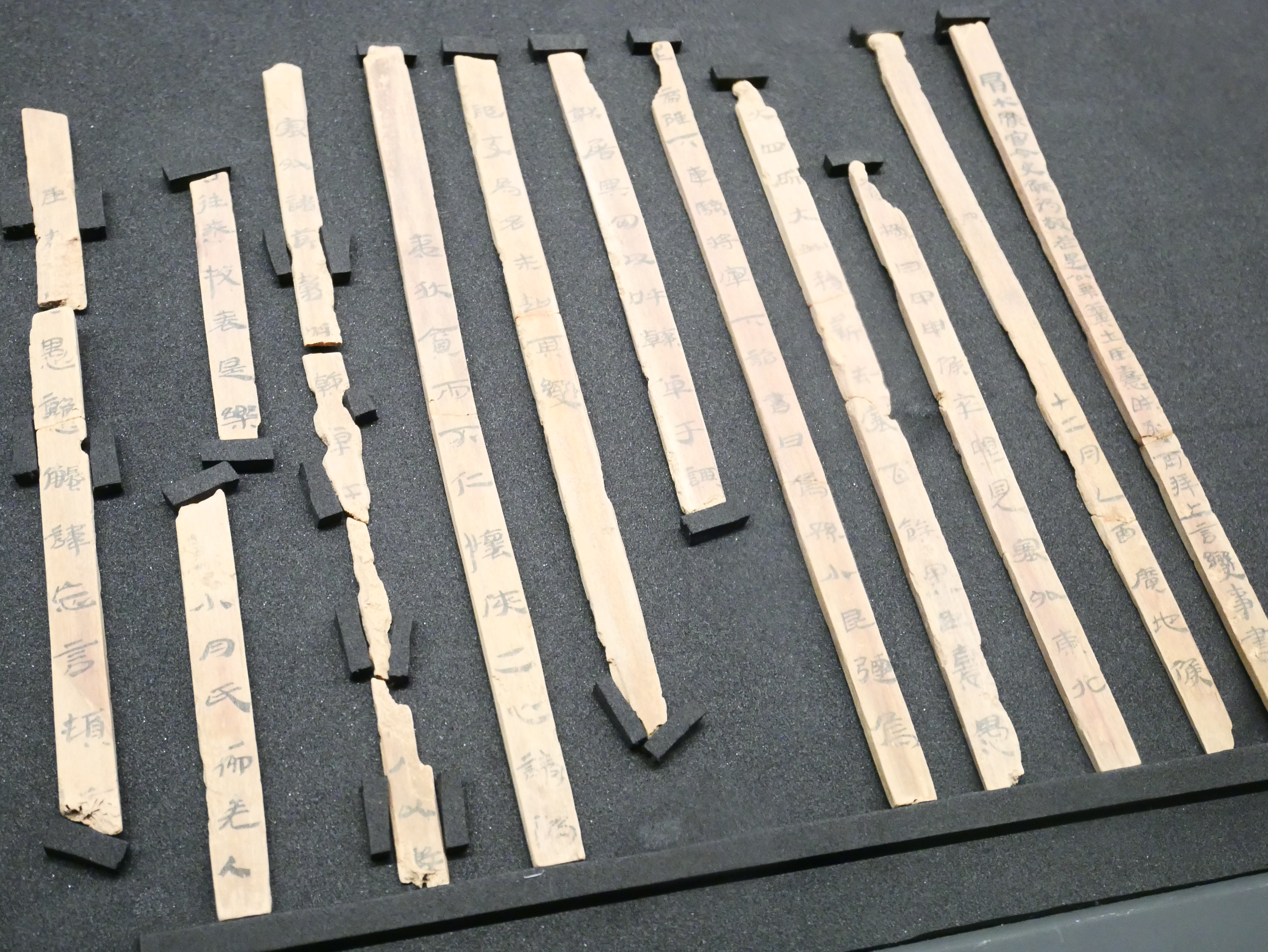
居延漢簡中與呼韓邪單于有關的木簡

公元前60年，虚闾权渠单于死后，他作为单于之子不得立，逃归妻父乌禅幕。握衍朐鞮單于在位時「暴虐，好殺伐」，國內不滿的人漸多。公元前58年，姑夕王、烏禪幕及左地貴人共立稽侯狦為呼韓邪單于，然後出動左地兵四五萬人進攻握衍朐鞮單于，握衍朐鞮單于自殺。
握衍朐鞮單于死後，匈奴多位族人自立單于，匈奴分為南北二部，如屠耆单于（前58年－前56年）、呼揭單于（前57年）、車犁單于（前57年－前56年）、烏籍單于（前57年）、閏振單于（前56年－前54年）、郅支單于（前56年－前36年）、伊利目單于（前49年）。互相攻击，死者以万数。前56年，先后击杀屠耆单于、乌籍单于，收降车犁单于，势力渐盛。前54年，呼韓邪單于被郅支單于打敗，次年采纳左伊秩訾王之策，遣子弟侍汉，求助於漢宣帝。前52年，归服汉朝，受厚遇，位在诸侯王之上。前51年呼韓邪親自前往長安朝見漢宣帝，他是第一個到中原來朝見的匈奴主，漢宣帝亦親自到長安郊外迎接，單于对汉帝赞谒称臣。後來漢宣帝派一萬六千名騎兵護送他到了漠南，率部南迁汉光禄塞（今陕西省榆林市东北）下，为汉朝守卫受降城。時匈奴缺糧，又贈三萬四千斛糧食，民众益盛。与汉使相约“汉与匈奴合为一家，世世毋得相诈相攻”，后北归单于庭。前36年郅支單于被西域都护甘延寿、副校尉陈汤率部击殺，使其恢复了对匈奴全境的统治。前33年，呼韓邪單于再次來到長安，要求和親，宫女王昭君遂隨呼韓邪去了塞北，被封寧胡閼氏，育有一子，名伊屠智牙师，后封右日逐王。前31年，呼韓邪單于去世，王昭君從胡俗，嫁呼韓邪寵妾大閼氏的長子復株累若鞮單于。自呼韩邪单于开始，匈奴与汉朝保持和好关系达六七十年。

## 亲属

### 父母
- 父：虛閭權渠單于
- 哥：握衍朐鞮單于

### 阏氏（妻）
- 大阏氏
  - 复株絫若鞮单于，雕陶莫皋，前31年-前20年在位
  - 搜谐单于，且糜胥，前20年-前12年在位
  - 乌累若鞮单于，咸，13年-18年在位
  - 左贤王，乐，前8年，囊知牙斯即位，以乐为左贤王，11年，囊知牙斯遣左骨都侯、右伊秩訾王呼卢訾及左贤王乐将兵入云中益寿塞，大杀吏民

- 颛渠阏氏
  - 车牙单于，且莫车，前12年-前8年在位
  - 乌珠留单于，囊知牙斯，母颛渠阏氏，前8年-13年在位

- 屠耆阏氏
  - 右贤王，卢浑

- 第五阏氏
  - 呼都而尸道皋若鞮单于，舆，18年-46年在位

- 寧胡閼氏（王昭君）
  - 右谷蠡王，伊屠智牙师

- 未知母
  - 右贤王，铢娄渠堂，前53年到汉朝做人质

## 影視形象
- 1964年电影《王昭君》：李英饰演呼韩邪单于
- 1987年电视剧《王昭君》：满达饰演呼韩邪单于
- 2006年电视剧《昭君出塞》：钱博饰演呼韩邪单于（少年）
- 2006年电视剧《昭君出塞》：罗嘉良饰演呼韩邪单于
- 2007年电视剧《王昭君》：涂们饰演呼韩邪单于